# Phalène

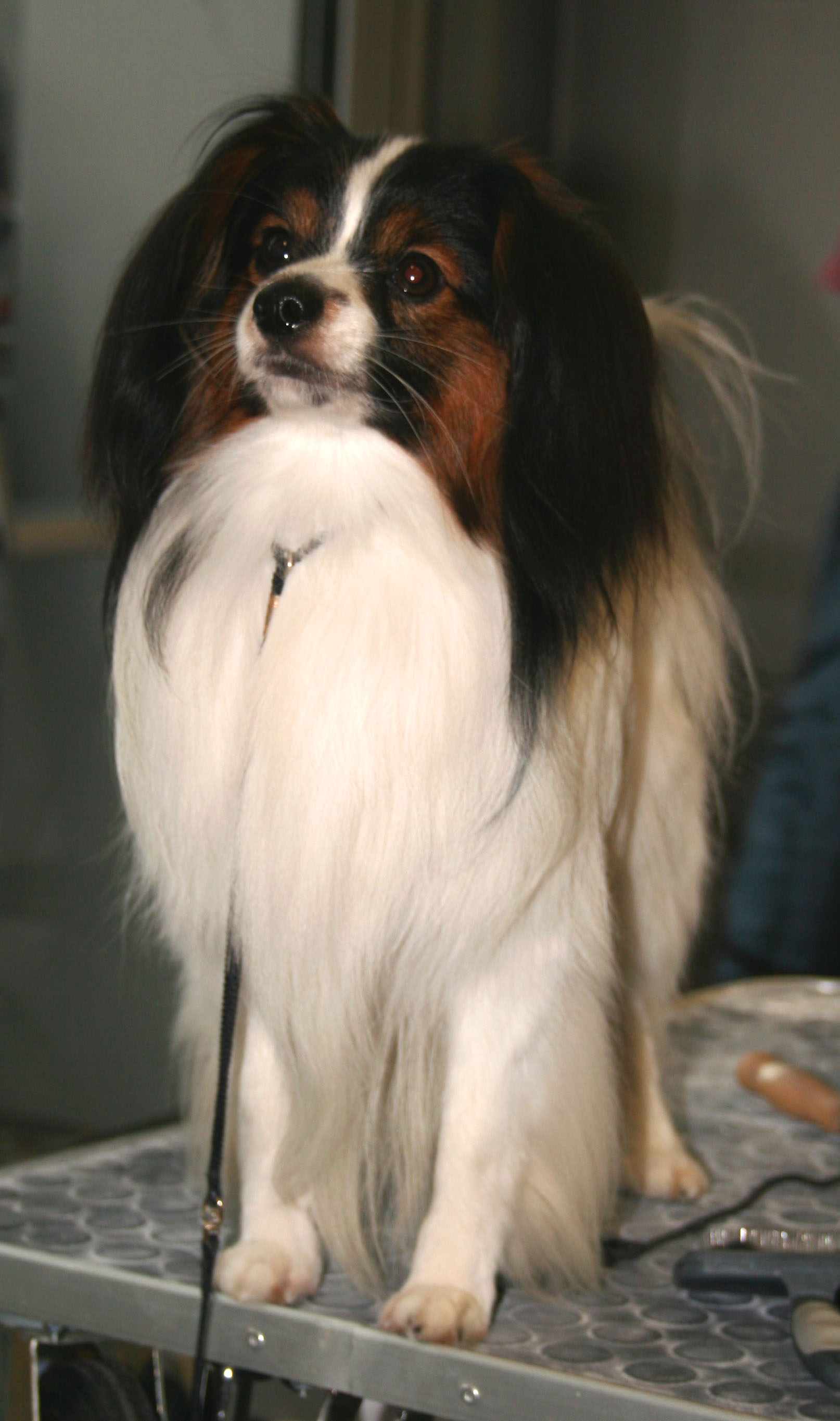
Phalène

Phalène es la versión pequeña del Papillón, una raza pequeña también conocida como el perro mariposa o Continental Toy Spaniel (Epagneul Nain Continental).

## Historia
El Phalène es la forma más temprana del Papillón, no siendo documentado el aspecto de la variedad hasta el siglo XVI. Por esta época el Phalène había sido retratado en numerosas pinturas, particularmente retratos de personajes ricos por grandes maestros y sus estudiantes. Bélgica, Francia, España, e Italia han colaborado en la creación o desarrollo de "perros mariposa". 
La popularidad del papillón empezó a partir del siglo XIX y a mediados del siglo XX la popularidad del papillón hundió la del phalène hasta llegar a estar en peligro de extinción. Afortunadamente, la raza tuvo algunos criadores y se pudo salvar. La variedad fue llamada phalène, o polilla de la noche.
El siglo XXI ha visto un resurgimiento de interés por el phalène, donde es juzgado junto con el papillón, los jueces tienen que estar bastante familiarizados con el estándar de la raza para apreciar las cualidades del phalène.
El phalène es considerado una variante del papillón en el American Kennel Club, donde son registrados como papillones y mostrados y juzgados en las mismas clases. El estándar de la raza es igual a excepción de la oreja caída, la cual no cae tan baja en la cabeza como en otras razas de spaniels. En los países donde los clubes siguen las directrices de la Federación Cinológica Internacional el phalène es considerado una raza separada.